# Microsaccus canaliculatus
Microsaccus canaliculatus är en orkidéart som beskrevs av Johannes Jacobus Smith. Microsaccus canaliculatus ingår i släktet Microsaccus och familjen orkidéer. Inga underarter finns listade i Catalogue of Life.